# Appel au vote
Un appel au vote est une déclaration ou un discours fait dans le contexte d'une campagne électorale par une personnalité publique pour inciter les citoyens des pays où le vote n'est pas obligatoire à se rendre aux urnes pour exprimer leur opinion. Cette manifestation de civisme peut être le fait de personnalités politiques pour lesquelles on devine que l'appel n'est pas totalement désinteressé, étant entendu que les abstentionnistes visés sont susceptibles de voter pour elles ou pour les idées ou les candidats qu'elles défendent.